# 网线

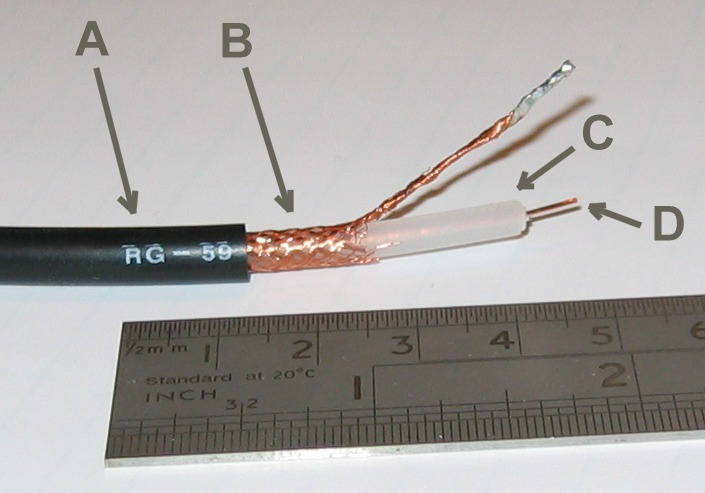
一條普通（RG-59）的同軸電纜
A：電線外皮
B：網狀導電層
C：塑膠絕緣體
D：中心的銅線

網絡電纜一般由金屬或玻璃製造而成，用來傳遞網絡信息。常用的網絡電纜有三種:双绞线、同軸電纜和光纖電纜(光纖)。
双绞线分2类，屏蔽双绞线（STP）与非屏蔽双绞线(UTP)。
一般所见的都是非屏蔽双绞线（UTP），它由四对细铜线组成，每对铜线都绞合一起，每根铜线都外裹带色的塑料绝缘层。然后整体包有一层塑料外套。使用RJ-45接头。
常用的UTP分类：
CAT-1：用于电话通信，不适合传输数据
CAT-2：可用于数据传输，最大速度为4Mbps
CAT-3：用于10BASET以太网，传输数据的最大速度为10Mbps
CAT-4：用于令牌环网络，传输数据的最大速度为16Mbps
CAT-5：用于快速以太网，传输数据的最大速度为100Mbps
CAT-5e：用于最大传输速度为1000Mbps的网络
CAT-6：CAT 6的规范是2003年2月3日提出的，用以千兆比特以太网（1000Mbps）

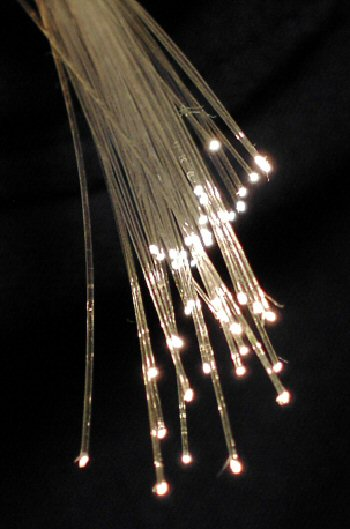
一束光纖。

CAT-7：用於10Gbps乙太網。

## 速度及價錢比較
光纖電纜的數據傳送速度最高，且不受電磁干擾，但安裝困難價錢昂貴；相反，雙扭線電纜的數據傳送速度最低，但安裝容易價錢便宜。